# الدوري المغربي لكرة القدم 1962–63
الدوري المغربي لكرة القدم 1962-1963 هو الموسم 7 من البطولة الوطنية المغربية لكرة القدم . يتنافس خلاله 14 من أفضل الأندية الوطنية المغربية.توج بهذا الموسم فريق الجيش الملكي للمرة الثالثة على التوالي .